# Jean-François Sausset
Pour les articles homonymes, voir Sausset (homonymie).
Jean-François Sausset est un homme politique français né le 25 novembre 1756 à Pont-de-Vaux (Ain) et mort le 8 juin 1825 à Mâcon (Saône-et-Loire).

## Biographie
Avocat à Mâcon en 1781, il est premier échevin de la ville en 1788. Partisan de la Révolution, il est juge au tribunal de district de Pont-de-Vaux, puis président de l'administration municipale de Saint-Trivier-de-Courtes après le 9 thermidor. Il est élu député de l'Ain au Conseil des Cinq-Cents le 22 germinal an V, mais son élection est annulée par le Coup d’État du 18 fructidor an V. 
Conseiller de préfecture après le 18 brumaire, il est nommé sous-préfet de Trévoux en 1801. Il est député de l'Ain en 1815, pendant les Cent-Jours.

## Sources
- « Jean-François Sausset », dans Adolphe Robert et Gaston Cougny, Dictionnaire des parlementaires français, Edgar Bourloton, 1889-1891 [détail de l’édition]